# Lubuk Lingkuk
Lubuk Lingkuk is een bestuurslaag in het regentschap Bangka Tengah van de provincie Bangka-Belitung, Indonesië. Lubuk Lingkuk telt 1914 inwoners (volkstelling 2010).